# Boja (ime)
Boja je žensko osebno ime.

## Izvor imena
Ime Boja je različica ženskega osebnega imena Bojana.

## Pogostost imena
Po podatkih Statističnega urada Republike Slovenije je bilo na dan 31. decembra 2007 v Sloveniji število ženskih oseb z imenom Boja: 51.

## Osebni praznik
Osebe z imenom Boja lahko praznujejo god takrat kot osebe z imenom Bojana.